# El baño (canción)
«El baño» es una canción  del cantante español Enrique Iglesias, en colaboración del puertorriqueño Bad Bunny. Fue lanzada como sencillo el 12 de enero de 2018. «El baño» es una canción de reguetón-pop, que presenta un verso por parte de Bad Bunny.

## Producción
Tras conocerse en los Latin Grammy de 2017, Enrique Iglesias y Bad Bunny tuvieron química, y fue el español quien invitó al artista urbano a grabar una canción juntos.

## Vídeo musical
El vídeo oficial de El baño se estrenó el 12 de enero de 2018 en el canal de Enrique Iglesias, y fue dirigido por Maxim Bohichik y actúan en ella Eric Roberts, la modelo Pollyana Uruella, que hace escenas de adultos y pasión en la misma y el mismo Enrique, que la seduce.

## Versión remix
El 1 de marzo de 2018 se anunció una versión remezcla con la cantante dominicana Natti Natasha.

## Listas
| Listas (2018)                               | Max. Posición |
| ------------------------------------------- | ------------- |
| Argentina (Monitor Latino)                  | 12            |
| Bélgica (Flandes) (Ultratip Bubbling Under) | 11            |
| Bélgica (Valonia) (Ultratip Bubbling Under) | 4             |
| Bolivia (Monitor Latino)                    | 3             |
| Chile (Monitor Latino)                      | 10            |
| Costa Rica (Monitor Latino)                 | 6             |
| Colombia (National Report)                  | 43            |
| Ecuador (National Report)                   | 19            |
| El Salvador (Monitor Latino)                | 11            |
| Guatemala (Monitor Latino)                  | 6             |
| Honduras (Monitor Latino)                   | 3             |
| Hungría (Rádiós Top 40)                     | 5             |
| Italia (FIMI)                               | 50            |
| México (Billboard)                          | 2             |
| Perú (Monitor Latino)                       | 13            |
| Polonia (Polish Airplay Top 100)            | 17            |
| España (PROMUSICAE)                         | 2             |
| Suecia (Sverigetopplistan)                  | 14            |
| Suiza (Schweizer Hitparade)                 | 21            |
| Uruguay (Monitor Latino)                    | 7             |

## Certificaciones
| País   | Organismo certificador | Certificación    | Ventas  | Ref.   |
| ------ | ---------------------- | ---------------- | ------- | ------ |
| España | PROMUSICAE             | Platino          | 40,000  | [ 23 ] |
| México | AMPROFON               | 2× Platino + Oro | 150,000 | [ 24 ] |

## Historial de versiones
| Región         | Fecha               | Formato          | Discográfica |
| -------------- | ------------------- | ---------------- | ------------ |
| Estados Unidos | 12 de enero de 2018 | Descarga digital | Sony Latin   |